# Illegale Einreise
Unter Illegalem Grenzübertritt oder Illegaler Einreise versteht man die Einreise in ein Land ohne gültigen Aufenthaltstitel. Allgemein entsteht diese Aufenthaltsberechtigung durch eine Staatsbürgerschaft in diesem Land oder ein Visum, also eine konkrete Einzelerlaubnis. Der Sachverhalt des Übertritts bezieht sich meist auf das unmittelbare Überqueren der Grenze und Betreten des Staatsgebietes, der Sachverhalt der Einreise hingegen auch auf Zollfreizonen oder Flughäfen.

## Deutschland: Unerlaubte Einreise
Die Unerlaubte Einreise ist in Deutschland im § 14 Aufenthaltsgesetz (AufenthG) geregelt:
Die Einreise eines Ausländers in das Bundesgebiet ist unerlaubt, wenn er
1. einen erforderlichen Pass oder Passersatz nicht besitzt, (gemäß Passpflicht für Ausländer, § 3)
2. den erforderlichen Aufenthaltstitel nicht besitzt (nach § 4, dazu gehören diverse Formen des Visums, Aufenthaltserlaubnis, Blaue Karte EU, Niederlassungserlaubnis, Erlaubnis zum Daueraufenthalt – EU),
2a. zwar ein  erforderliches Visum bei Einreise besitzt, dieses aber durch Drohung, Bestechung oder Kollusion erwirkt oder durch unrichtige oder unvollständige Angaben erschlichen wurde und deshalb mit Wirkung für die Vergangenheit zurückgenommen oder annulliert wird, oder
3. nicht einreisen darf, es sei denn, er besitzt eine Betretenserlaubnis (nach den in § 11 geregelten Einreise- und Aufenthaltsverboten)
Die unerlaubte Einreise entgegen Nr. 1 oder 2 ist eine Straftat, die mit Freiheitsstrafe bis zu einem Jahr oder mit Geldstrafe bestraft wird (§ 95 Abs. 1 Nr. 3).
Reist allerdings ein Flüchtling ohne ein ggf. erforderliches Visum ein, gilt, dass er hierfür laut dem in Artikel 31 der Genfer Flüchtlingskonvention (GFK) festgelegten Grundsatz nicht bestraft werden darf, sofern er unmittelbar aus einem Gebiet kommt, in dem sein Leben oder seine Freiheit bedroht waren, und sich umgehend bei den Behörden meldet. Entsprechend muss er nach § 13 Abs. 3 AsylG an der Grenze oder andernfalls unverzüglich nach der unerlaubten Einreise um Asyl nachsuchen. Daraufhin erhält er gemäß § 55 Abs. 1 Satz 3 AsylG eine Aufenthaltsgestattung.
Da allerdings alle Nachbarländer Deutschlands als Sicherer Drittstaat gelten, ist dies allenfalls bei der Einreise per Flugzeug (oder theoretisch auf dem Seeweg zu Nord- und Ostsee) erfüllt.
In der Praxis werden viele Ermittlungsverfahren, die wegen unerlaubter Einreise eingeleitet werden, wegen Geringfügigkeit eingestellt, sofern es sich um den ersten Versuch handelt und sich die Einreisenden nicht wegen weiterer Straftaten schuldig machen. Auf ein Recht auf Asyl kann ein Flüchtling sich andererseits laut Grundgesetz Artikel 16a, Absatz. 2, nicht berufen, wenn er aus einem sicheren Drittland kommt.
Ein Ausländer, der unerlaubt einreisen will, ist an der Grenze zurückzuweisen (§ 15 Abs. 1). Die mit der polizeilichen Kontrolle des grenzüberschreitenden Verkehrs beauftragten Behörden können Ausnahme-Visa und Passersatzpapiere ausstellen (§ 14 Abs. 2).
Im Hinblick auf diese Gesetzeslage führte der erste Familiensenat des Oberlandesgerichts Koblenz mit Beschluss vom 14. Februar 2017 (Aktenzeichen: 13 UF 32/17) aus: „Zwar hat sich der Betroffene durch seine unerlaubte Einreise in die Bundesrepublik nach §§ 95 Abs. 1 Nr. 3, 14 Abs. 1 Nr. 1, 2 AufenthG strafbar gemacht. Denn er kann sich weder auf § 15 Abs. 4 Satz 2 AufenthG noch auf § 95 Abs. 5 AufenthG i.V.m. Art. 31 Abs. 1 GFK berufen.“

## Österreich: Rechtswidrige Einreise
In Österreich regelt die Rechtmäßigkeit der Einreise, des Aufenthalts und der Ausreise Fremder das 4. Hauptstück des Fremdenpolizeigesetz 2005 (FPG, Bundesgesetz über die Ausübung der Fremdenpolizei, die Ausstellung von Dokumenten für Fremde und die Erteilung von Einreisetitel). Fremder im Sinne des Gesetzes ist, wer die österreichische Staatsbürgerschaft nicht besitzt (§ 2 Abs. 4 Z. 1 FPG), wobei es Sonderregelungen für EWR-Bürger und Schweizer Bürger (EU und EFTA) wie auch begünstigte Drittstaatsangehörige gibt.
Die heutigen Regelungen sind eine Novellierung des Fremdengesetz 1997, insbesondere die Grenzkontrollen sind inzwischen entfallen, und alle Nachbarländer gehören zum Schengenraum.
Die Einreise eines Fremden wird in einer deliktbezogenen Sicht nur dann rechtmäßig angesehen, wenn diese Bestimmungen eingehalten werden. Die Bestimmungen umfassen die Passpflicht (§ 16 ff) und die Visumspflicht (§ 20 ff) sowie diverse Einschränkungen zur Pflicht und Annullierung für Visa.
Der verwaltungsbehördliche Tatbestandsmerkmal rechtswidrige Einreise als Verwaltungsübertretung wird dann nach § 120 FPG mit einer Geldstrafe von 100 Euro bis zu 1000 Euro bestraft oder durch Organstrafverfügung  bis zu 200 Euro geahndet, im Fall der Uneinbringlichkeit mit Freiheitsstrafe bis zu zwei Wochen, in Wiederholungsfall 1000 Euro bis zu 5000 Euro respektive bis zu drei Wochen.
Siehe auch:
- Schlepperei (§ 114) – Förderung der rechtswidrigen Einreise oder Durchreise mit Bereicherungsabsicht
- Aufenthaltsstatus (Österreich)

## Schweiz: Rechtswidrige Einreise
In der Schweiz bestimmt der Art. 5 Ausländergesetz (AuG), Ausländerinnen und Ausländer, die in die Schweiz einreisen wollen:
a. müssen über ein für den Grenzübertritt anerkanntes Ausweispapier und über ein Visum verfügen, sofern dieses erforderlich ist;
b. müssen die für den Aufenthalt notwendigen finanziellen Mittel besitzen;
c. dürfen keine Gefahr für die öffentliche Sicherheit und Ordnung sowie die internationalen Beziehungen der Schweiz darstellen; und
d. dürfen nicht von einer Fernhaltemassnahme betroffen sein.
Sie müssen für die gesicherte Wiederausreise Gewähr bieten, wenn nur ein vorübergehender Aufenthalt vorgesehen ist (Z. 2).
Sind diese Einreisevorschriften verletzt, liegt nach Art. 115 AuG eine rechtswidrige Einreise vor (Z. 1 lit. a), aber auch, wer nicht über eine vorgeschriebene Grenzübergangsstelle einreist (lit. d; in Bezug auf die Regelungen laut Art. 7 Grenzübertritt und Grenzkontrollen).
Sie wird mit Freiheitsstrafe bis zu einem Jahr oder Geldstrafe bestraft, wenn die Tat aber fahrlässig begangen wird, so ist die Strafe Busse (Z. 3). Von der Strafverfolgung, der Überweisung an das Gericht oder der Bestrafung kann abgesehen werden, sofern die Person sofort ausgeschafft wird.
Dieselbe Strafandrohung gilt für die rechtswidrige Ausreise.
Förderung der rechtswidrigen Ein- und Ausreise sowie des rechtswidrigen Aufenthalts (§ 116) siehe Schlepperei

## Ukraine
Die illegale Einreise ist in der Ukraine eine Straftat, die nach dem Strafgesetzbuch 2001, Artikel 332-2, mit bis zu drei Jahren Gefängnis, einschließlich Verwaltungsstrafen, geahndet wird.

## Ungarn
In Ungarn wird der illegale Grenzübertritt (Tiltott határátlépés) seit 15. September 2015 nicht mehr nur als Ordnungswidrigkeit, sondern als Straftat geahndet. Die Verschärfung ist eine Reaktion der Regierung Orbán auf die Krise am kurz davor errichteten Grenzzaun zu Serbien im Zuge der EU-Flüchtlingskrise ab dem Spätsommer 2015.